# Terrats de Barcelona
Terrats de Barcelona és una pintura a l'oli sobre tela realitzada per Pablo Picasso el 1903 a Barcelona i que actualment forma part de la col·lecció permanent del Museu Picasso de Barcelona. Es mostra a la Sala 8 de la col·lecció permanent del museu.

## Descripció
En la segona estada a l'estudi del carrer de la riera de Sant Joan número 17 l'any 1903, Picasso reprèn un tema que des de la seva arribada a Barcelona, entre 1895 i 1897, és molt freqüent: el paisatge de les teulades urbanes. Va fer diverses obres de tema semblant, mostrant amb diferents perspectives i usos del color, les vistes del barri. Són perspectives urbanes elaborades amb una estructuració dels plans lineals que hi donen una visió molt arquitectònica.
La pintura hi és distribuïda irregularment, té pinzellades carregades de matèria i d'altres de més lleugeres. L'artista combina la pinzellada curta i irregular amb la llarga, vertical i horitzontal, amb un perfil gruixut per al contorn de moltes de les edificacions.
Terrats de Barcelona és també el tema i el títol de l'obra una mica anterior, de període blau, que és una admirable composició de formes i volums a través d'un sol color
Des d'aquest mateix estudi, en la seva primera estada, Picasso va pintar la magnífica perspectiva del carrer amb els
seus vianants, El carrer de la Riera de Sant Joan, des de la finestra de l'estudi de l'artista.